# Manolo Jiménez (andorski piłkarz)
Manuel „Manolo” Jiménez Soria (ur. 12 sierpnia 1976) – andorski piłkarz występujący na pozycji pomocnika w drużynie FC Santa Coloma.

## Kariera piłkarska
Manolo Jiménez jest wychowankiem hiszpańskiego klubu FC Andorra. Potem grywał w andorskich zespołach: Constellacio Esportiva, UE Sant Julià i FC Rànger’s. Także dwukrotnie wracał do swojej pierwszej drużyny – FC Andory.
Od sezonu 2008/2009 gra w barwach FC Santa Coloma, z którą rok później wywalczył mistrzostwo oraz Puchar Andory.
W reprezentacji Andory Manolo Jiménez gra od 1998 roku. Do tej pory strzelił jedną bramkę.

### Statystyki reprezentacyjne
| Reprezentacja | Rok  | Mecze | Gole |
| ------------- | ---- | ----- | ---- |
| Andora        | 2011 | 3     | 0    |
| Andora        | 2010 | 6     | 0    |
| Andora        | 2009 | 7     | 0    |
| Andora        | 2008 | 5     | 0    |
| Andora        | 2007 | 5     | 0    |
| Andora        | 2006 | 4     | 0    |
| Andora        | 2005 | 5     | 0    |
| Andora        | 2004 | 6     | 0    |
| Andora        | 2003 | 6     | 0    |
| Andora        | 2002 | 4     | 1    |
| Andora        | 2001 | 5     | 0    |
| Andora        | 2000 | 8     | 0    |
| Andora        | 1999 | 8     | 0    |
| 1998          | 5    | 0     |      |

Stan na 1 października 2011.

## Sukcesy klubowe

### UE Sant Julià
- Drugie miejsce:
  - Primera Divisió: 2001, 2002
  - Puchar Andory: 2001

### FC Rànger’s
- Drugie miejsce:
  - Primera Divisió: 2005

### FC Santa Coloma
- Zwycięstwo:
  - Puchar Andory: 2009
  - Primera Divisió: 2010
- Drugie miejsce:
  - Puchar Andory: 2010
  - Superpuchar Andory: 2009